# NGC 410
NGC 410 ist eine aktive cD-Galaxie mit ausgedehnten Sternentstehungsgebieten vom Hubble-Typ E im Sternbild Fische auf der Ekliptik. Sie ist schätzungsweise 239 Millionen Lichtjahre von der Milchstraße entfernt und hat einen Durchmesser von etwa 170.000 Lichtjahren. Gemeinsam mit 21 weiteren Galaxien ist sie Mitglied der NGC 452-Gruppe (LGG 18).

Im selben Himmelsareal befinden sich u. a. die Galaxien NGC 407, NGC 414, IC 1636, IC 1638.
Die Typ-Ia-Supernova SN 1995Y wurde hier beobachtet.
Das Objekt wurde am 12. September 1784 vom deutsch-britischen Astronomen Wilhelm Herschel entdeckt.